# Intaz Shah
Intaz Shah ist ein ehemaliger Fußballschiedsrichter aus Fidschi. Er leitete diverse Länderspiele bei mehreren großen internationalen Turnieren. Bekanntheit erlangte er unter anderem dadurch, dass er bei den Südpazifikspiele 2003 in seinem Heimatland für die ungewöhnlich hohe Zahl von sieben Spielen eingeteilt wurde und deshalb am 5. Juli im Ratu Cakobau Park in Nausori sogar zwei Partien innerhalb weniger Stunden pfiff – eine um 11 und eine um 15 Uhr.

## Qualifikationen
Im Folgenden sind die Qualifikationsspiele für die Endrunden großer Turniere aufgelistet, bei denen Shah als Schiedsrichter tätig war. 
- Qualifikation zur Fußball-Weltmeisterschaft 2002 – Ozeanische Zone / OFC

Tonga – Tahiti (1:6)
Salomonen – Neuseeland (1:5)

## Turniere
Im Folgenden sind die Endrunden der großen Turniere aufgelistet, bei denen Shah als Schiedsrichter tätig war. Fett markierte Spiele sind Finals.
- Fußball-Ozeanienmeisterschaft 1996

Vanuatu – Tahiti (0:1)
Australien – Tahiti (5:0)
- Junioren-Fußballweltmeisterschaft 1997

Elfenbeinküste – England (1:2)
Mexiko – Elfenbeinküste (1:1)
- Fußball-Ozeanienmeisterschaft 1998

Australien – Tahiti (4:1)
- South Pacific Games 2003

Salomonen – Vanuatu (2:2)
Papua-Neuguinea – Neukaledonien (0:2)
Tonga – Neukaledonien (0:4)
Tonga – Föderierte Staaten von Mikronesien (7:0)
Tahiti – Neukaledonien (0:4)
Tahiti – Tonga (4:0)
Neukaledonien – Vanuatu (4:3 n. E.)
| Personendaten    | Personendaten         |
| ---------------- | --------------------- |
| NAME             | Shah, Intaz           |
| KURZBESCHREIBUNG | Fußballschiedsrichter |
| GEBURTSDATUM     | 20. Jahrhundert       |